# 왕뤄융
왕뤄융(중국어: 王洛勇, 병음: Wáng Luóyóng, 한자음: 왕낙용, 1958년 12월 24일 ~ )은 미국의 중국계 텔레비전 배우, 영화 배우이다. 중국 허난성 뤄양시에서 태어났다.

## 방송
- 사마의 : 최후의 승자
- 동북항일연군
- 세상을 훔친 거인! 주원장 2011
- 양귀비비사
- 신조협려 2006

## 영화
- 동북항일연군 (2015년)
- 생사뤄부보 (2012년)
- 세상을 훔친 거인! 주원장 (2012년)
- 수호지 천하호걸 고대수 (2011년)
- 양귀비비사 (2010년)
- 수호지 - 불사영웅 석수 (2010년)
- 전설로 남은 영웅 이소룡 (2008년) - 이해천의 지기, 소여해 역
- 신조협려 (2006년)
- 화이트 카운티스 (2005년)
- 스마일 (2005년)
- 아바타 (2004년) - 빅터 후앙 역
- 슈슈 (1998년)
- 데이라잇 (1996년)
- 드래곤 (1993년)